# Masia de la Rodana
La masia fortificada de la Rodana es troba en el camí que es dirigeix cap a Gàtova, quasi al límit del terme municipal d'Altura (Alt Palància), al País Valencià. És un Bé d'Interés Cultural, amb codi identificatiu: 12.07.012-011, segons dades de la Direcció General de Patrimoni Artístic de la Generalitat Valenciana.

## Història
Ubicada entre Altura i Gàtova, a tocar de la Serra Calderona, es tracta d'una masia d'origen àrab, construïda a partir de l'alqueria árab que en els terrenys existí en temps anteriors a la reconqueta per part de les gtropes del rey Jaume I el Conqueridor, i que posteriorment va entrar dins dels dominis de la Cartoixa de Valldecrist.
Durant l'edat mitjana la zona de la serra Calderona era lloc d'incursions militars ràpides, i atès que a més a la zona no hi havia castells on refugiar-se en cas d'atac enemic; la població agrària, dispersa, va haver d'enginyar-se-les per poder defensar-se ells i les seues collites, d'aquests fugaços atacs. Sorgeixen així les masies fortificades.
En l'actualitat és de propietat particular i està a la venda.

## L'edifici
La Masia fortificada que es conserva en l'actualitat no presenta paregut amb l'original, queden a penes de la seua estructura inicial, degut a les transformacions que ha experimentat al llarg del temps. Es pot destacar la seva gran torre, amb planta baixa i dues altures,que fou restaurada parcialment ocultant la seva fàbrica de maçoneria. Pels voltants encara s'aprecien diversos elements de defensa com emmurallaments.